# Karl Wahle
Karl Wahle (* 6. Juni 1887 in Wien; † 15. Juni 1970 ebenda) war ein österreichischer Richter und Präsident des Obersten Gerichtshofes.

## Leben
Wahle wurde 1911 zum Doktor der Rechte promoviert und legte im selben Jahr die Staatsprüfung am Institut für Österreichische Geschichtsforschung ab. Er war ab 1919 als Richter tätig, ab 1921 dem Handelsgericht Wien zugeteilt. Er verfasste zahlreiche wissenschaftliche Arbeiten und war Mitherausgeber der „Richterzeitung“ und des „Evidenzblattes“. Nach dem „Anschluss Österreichs“ wurde Wahle am 15. März 1938 wegen seiner jüdischen Abstammung vom Dienst suspendiert. Im Mai 1942 erfuhr er von seiner bevorstehenden Deportation, er tauchte unter und es gelang ihm gemeinsam mit seiner Frau bis zum Kriegsende im Untergrund zu überleben.
Im April 1945 wurde er zum provisorischen Leiter des Handelsgerichts Wien ernannt. 1946 erlangte er die Habilitation für Handels- und Wechselrecht an der Universität Wien. Im Jahr 1948 wurde er zum Rat des OGH ernannt, später wurde er dessen Erster Präsident. Er war auch Präsident der Richtervereinigung und Professor an der Universität Wien. Er wurde am Wiener Zentralfriedhof bestattet.